# Дупляк Віталій Дмитрович
Віталій Дмитрович Дупляк (24 травня 1941, Київ — 31 січня 2025) — український інженер-гідротехнік, кандидат технічних наук, професор, академік Академії будівництва України. Директор Інституту «Укрводпроект» (1986—2025), лауреат Державної премії України в галузі науки і техніки (1998).

## Біографія
Народився 24 травня 1941 року в місті Києві в родині інженера та бухгалтера. Батько, Дмитро Аврамович Дупляк, був випускником Київського гідромеліоративного інституту та працював в інституті «Теплоелектропроект», де займався проєктуванням київських ТЕЦ-5, ТЕЦ-6, Трипільської ГРЕС, Старобишевської ТЕЦ, а також берегоукріплення на річці Дніпро. Мати, Антоніна Андріївна, працювала бухгалтером.
Трудову діяльність розпочав у 1958 році фрезерувальником на заводі № 486 у Києві. У 1964 році з відзнакою закінчив заочне відділення Українського інституту інженерів водного господарства за спеціальністю «Інженер-гідротехнік».
З 1962 року працював у Інституті «Укрдіпроводгосп» (нині ВАТ «Укрводпроект»), де пройшов шлях від техніка до головного інженера, а з 1986 до 1992 року  — директора. У 1992 році став головою Правління ВАТ «Укрводпроект». Під його керівництвом реалізовувалися масштабні гідротехнічні проєкти в Україні та за кордоном. У 1967—1971 роках працював в Алжирі, де займався будівництвом водосховищ.
З 1986 до 2001 року паралельно з роботою в Інституті працював на кафедрі гідромеліорацій Українського державного університету водного господарства: обіймав посади старшого викладача, доцента (1986—1992) та професора (1992—2001), а також тривалий час очолював державну іспитову комісію навчального закладу.
Був ініціатором відкриття філії кафедри гідромеліорації в інституті «Укрдіпроводгосп» та очолював її протягом багатьох років.
Під його керівництвом у ВАТ «Укрводпроект» були розроблені ключові проєкти, серед яких:
- Третя черга Північно-Кримського каналу;
- Сіверський магістральний канал;
- Дніпровсько-Бузький гідровузол;
- Іванівський груповий водопровід у Херсонській області;
- Техніко-економічне обґрунтування каналу Дунай–Дніпро.

Після катастрофічних повеней на Закарпатті у 1998 та 2001 роках під його керівництвом за завданням Держводгоспу України була розроблена «Схема комплексного протипаводкового захисту в басейні р. Тиса».
Автор 235 наукових праць, в тому числі 8 монографій, 7 навчальних посібників для вищих навчальних закладів, 19 навчально-методичних робіт, 18 авторських свідоцтв та патентів на винаходи.

## Нагороди та відзнаки
За цикл праць «Теорія та технологія ресурсозберігаючого управління водорозподільними системами і впровадження їх у виробництво» у 1998 році Віталію Дмитровичу Дупляку було присуджено Державну премію України в галузі науки і техніки.
- Орден «Знак Пошани» за успіхи у розвитку меліорації і водного господарства;
- Почесна грамота Верховної Ради України;
- Срібні медалі ВДНГ СРСР;
- Відзнака «Почесний працівник Держводгоспу України».